# کمیاب (ترانه)
«کمیاب» (به انگلیسی: Rare) ترانه ای از خواننده آمریکایی سلنا گومز از سومین آلبوم استودیویی اش با همین نام (۲۰۲۰) است. در کنار این آلبوم به عنوان سومین و آخرین تک آهنگ از نسخه استاندارد آن در ۱۰ ژانویه سال ۲۰۲۰ توسط اینترسکوپ رکوردز منتشر شد. این آهنگ توسط گومز، مدیسون لاو، برت مک لوگلین و تهیه‌کنندگان آن سر نولان و سیمون سایز نوشته شده‌است. «کمیاب» یک آهنگ پاپ و الکتروپاپ است که اشعاری عشق به خود و فرد دارد. این ترانه در ۱۰۰ آهنگ داغ بیلبورد ایالات متحده به شماره ۳۰ رسید و به سومین سی رتبه برتر متوالی از کمیاب تبدیل شد.

## زمینه
«کمیاب» توسط سلنا گومز، مدیسون لاو، برت مک لوگلین و تهیه‌کنندگان سر نولان و سیمون سایز نوشته شده‌است. این آهنگ برای اولین بار در یک پخش زنده اینستاگرام توسط گومز در ۵ اوت ۲۰۱۸ فاش شد. بعداً در همان روز، مک الوگلین نویسندگی خود را در این آهنگ تأیید کرد. گومز اشعار این ترانه را در مصاحبه ای با ال در سپتامبر سال ۲۰۱۸ فاش کرد. سپس این ترانه در تریلر آلبوم کمیاب پخش شد.
در تاریخ ۲۸ فوریه ۲۰۲۰، ویرایش «کمیاب» Alexander 23 برای بارگیری و پخش دیجیتال منتشر شد.